# Hurtumpascual (kommunhuvudort)
Hurtumpascual är en kommunhuvudort i Spanien.   Den ligger i provinsen Provincia de Ávila och regionen Kastilien och Leon, i den centrala delen av landet, 120 km väster om huvudstaden Madrid. Hurtumpascual ligger 1 177 meter över havet och antalet invånare är 102.
Terrängen runt Hurtumpascual är kuperad åt sydost, men åt nordväst är den platt. Runt Hurtumpascual är det mycket glesbefolkat, med 4 invånare per kvadratkilometer. Närmaste större samhälle är Cabezas del Villar, 8,5 km väster om Hurtumpascual. Trakten runt Hurtumpascual består i huvudsak av gräsmarker.